# Comté de Taylor (Floride)
Pour les articles homonymes, voir Comté de Taylor.
Le comté de Taylor (Taylor County) est un comté dans la région de Big Bend, État de Floride, aux États-Unis. Sa population était estimée en 2020 à 21 796 habitants. Son siège est Perry. Le comté a été fondé en 1856 et doit son nom à Zachary Taylor, douzième président des États-Unis.

## Comtés adjacents
- Comté de Jefferson (nord-ouest)
- Comté de Madison (nord)
- Comté de Lafayette (est)
- Comté de Dixie (sud-est)

## Principale ville
- Perry

## Démographie
| Groupe                           | Comté de Taylor | Floride | États-Unis |
| -------------------------------- | --------------- | ------- | ---------- |
| Blancs                           | 75,2            | 75,0    | 72,4       |
| Afro-Américains                  | 20,7            | 16,0    | 12,6       |
| Métis                            | 1,7             | 2,5     | 2,9        |
| Autres                           | 0,9             | 3,7     | 6,4        |
| Amérindiens                      | 0,8             | 0,4     | 0,9        |
| Asiatiques                       | 0,7             | 2,4     | 4,8        |
| Total                            | 100             | 100     | 100        |
|                                  |                 |         |            |
| Hispaniques et Latino-Américains | 3,4             | 22,5    | 16,7       |

| 1860  | 1870  | 1880  | 1890  | 1900  | 1910  |
| ----- | ----- | ----- | ----- | ----- | ----- |
| 1 384 | 1 453 | 2 279 | 2 122 | 3 999 | 7 103 |

| 1920   | 1930   | 1940   | 1950   | 1960   | 1970   |
| ------ | ------ | ------ | ------ | ------ | ------ |
| 11 219 | 13 136 | 11 565 | 10 416 | 13 168 | 13 641 |

| 1980   | 1990   | 2000   | 2010   | - | - |
| ------ | ------ | ------ | ------ | - | - |
| 16 532 | 17 111 | 19 256 | 22 570 | - | - |